# Niphona rondoni
Niphona rondoni es una especie de escarabajo longicornio del género Niphona, tribu Pteropliini, familia Cerambycidae. Fue descrita científicamente por Breuning en 1962.
Se distribuye por Laos. Mide 13-21 milímetros de longitud. El período de vuelo ocurre en los meses de enero, abril, mayo, junio, julio, agosto, septiembre, octubre, noviembre y diciembre.